# Districte de Freyung-Grafenau
El districte de Freyung-Grafenau, en alemany Landkreis Freyung-Grafenau, és un districte rural (Landkreis), una divisió administrativa d'Alemanya, situat a l'est de la regió administrativa de la Baixa Baviera a l'estat federat de l'Estat Lliure de Baviera (Freistaat Bayern). Limita al sud i en sentit horari amb el districte de Passau, Deggendorf i Regen, la República Txeca i Àustria. Compta amb una població de 82.400 habitants (2017).

## Història
El districte va ser establert el 1936. Els canvis menors de les fronteres es van produir el 1972 i van conduir a la forma actual del districte. A l'època medieval Wolfstein (a l'est del riu Ilz) era propietat del Bisbat de Passau i el lloc del castell de Wolfstein, ara un schloss. Grafenau (a l'oest del riu Ilz) pertanyien successivament a diferents països, abans que l'annexessin Baviera el 1438. Wolfstein es va convertir en part de Baviera dos anys després de la dissolució dels estats clerics a Alemanya (1803).

## Geografia
Freyung-Grafenau és el districte oriental de Baviera. Està situat a la part sud del Bosc de Baviera i està parcialment ocupat pel Parc Nacional del Bosc de Baviera. El naixement del riu Ilz està situat en aquest districte.

## Escut d'armes
| Escut d'armes | El llop representa l'àrea de Wolfstein, mentre que l'os representa Grafenau (ja que era governada des del castell de Bärnstein, i Bär significa "ós"). A la part inferior hi ha el patró lozenge blau i blanc de Baviera. |

## Ciutats i municipis

Ciutats i municipis al Landkreis Freyung-Grafenau

| Ciutats                               | Municipis | |
| ------------------------------------- | --- | --- |
| 1. Freyung 2. Grafenau 3. Waldkirchen | 1. Eppenschlag 2. Fürsteneck 3. Grainet 4. Haidmühle 5. Hinterschmiding 6. Hohenau 7. Innernzell 8. Jandelsbrunn 9. Mauth 10. Neureichenau 11. Neuschönau | 1. Perlesreut 2. Philippsreut 3. Ringelai 4. Röhrnbach 5. Saldenburg 6. Sankt Oswald-Riedlhütte 7. Schöfweg 8. Schönberg 9. Spiegelau 10. Thurmansbang 11. Zenting |